# Білоберізька сільська територіальна громада
Білоберізька сільська громада — територіальна громада в Україні, у Верховинському районі Івано-Франківської області. Адміністративний центр — село Білоберізка.
Площа громади — 46,34 км², населення — 2763 мешканці (2018).
Утворена 2 жовтня 2015 року шляхом об'єднання Білоберізької, Устеріківської та Хороцівської сільських рад Верховинського району.
19 липня 2020 року, в результаті адміністративно-територіальної реформи та ліквідації Верховинського району, село увійшло до складу новоутвореного Верховинського району.

## Населені пункти
До складу громади входять 1 селище (Стовпні) та 17 сіл:
- Барвінків
- Біла Річка
- Білоберізка
- Голошина
- Грамотне
- Гринява
- Довгополе
- Кохан
- Полянки
- Пробійнівка
- Сеньківське
- Стебні
- Устеріки
- Хороцеве
- Черемошна
- Яблуниця